# Hasetal

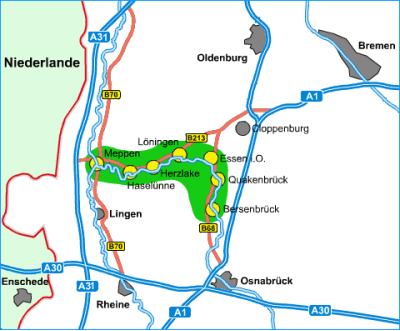
Verlauf des Hasetals entlang der Hase

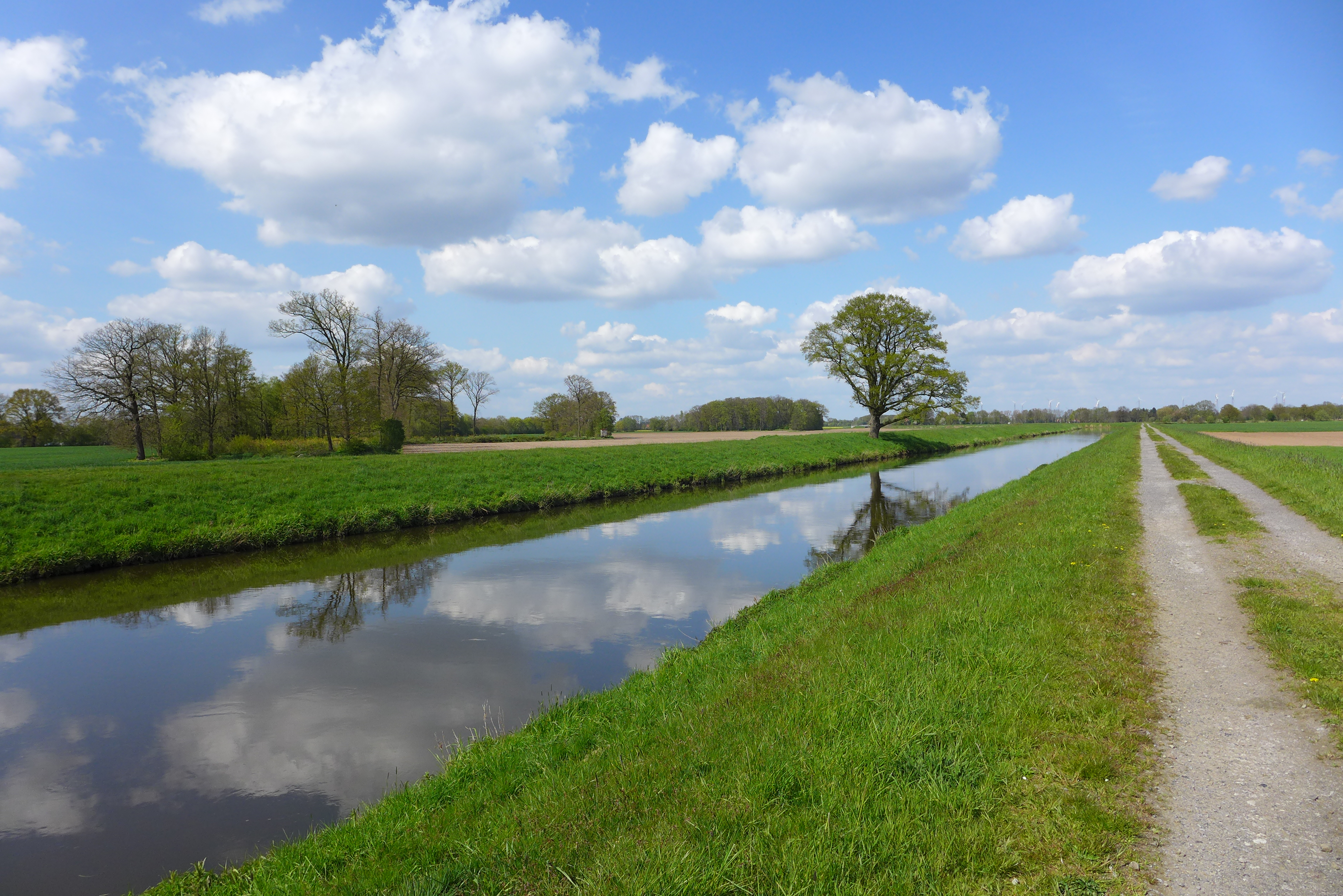
Hasetal bei Badbergen im Artland – regulierter Flusslauf mit Doppeltrapezprofil bei Mittelwasser (2016)

Das Hasetal ist ein Erholungsgebiet in Niedersachsen. Es ist nach dem Fluss Hase benannt, der in der Nähe von Osnabrück entspringt und in Meppen in die Ems mündet. Das Erholungsgebiet Hasetal erstreckt sich über Teile der Landkreise Cloppenburg, Emsland und Osnabrück.
Der Flusslauf ist durch viele Altarme der Hase geprägt, die im 19. Jahrhundert im Zuge der Begradigung des Flussverlaufs entstanden.
Aufzählung der Orte entsprechend dem Flusslauf
- Bersenbrück (Landkreis Osnabrück)
- Quakenbrück (Landkreis Osnabrück)
- Essen (Oldenburg) (Landkreis Cloppenburg)
- Lastrup (Landkreis Cloppenburg)
- Lindern (Oldenburg) (Landkreis Cloppenburg)
- Löningen (Landkreis Cloppenburg)
- Herzlake (Landkreis Emsland)
- Haselünne (Landkreis Emsland)
- Meppen (Landkreis Emsland)